# بیت یاشوط
بیت یاشوط (به عربی: بیت یاشوط) یک منطقهٔ مسکونی در سوریه است که در شهرستان جبله واقع شده‌است.

## خصوصیات
بیت یاشوط ۶٬۱۱۵ نفر جمعیت دارد و ۵۰۰ متر بالاتر از سطح دریا واقع شده‌است.